# 鏡心一刀流
鏡心一刀流（きょうしんいっとうりゅう）、または鏡信一刀流とも書く流派で、横田豊房が開いた剣術の流派。小田原藩で伝承された。
横田豊房は、小田原藩の飛び地であった下野国真岡の農民であった。一刀流剣術を学び鏡心一刀流を開いた。
1771年（明和8年）、横田は小田原城下に移り、小田原藩の剣術師範となった。
あまり礼儀作法や精神修養に厳しくなかったためか、横田の道場には武士以外の町人階層からも多く入門し、大いに栄えた。
幕末に伊庭八郎の左手首を斬った高橋藤五郎を輩出した。